# Paul Koralus
Paul Koralus (* 16. Dezember 1892 in Widminnen, Kreis Lötzen, Provinz Ostpreußen; † 10. Januar 1991 in Minden, Ostwestfalen) war ein deutscher Maler, Grafiker und Bildhauer.

## Leben
Paul Koralus war der Sohn eines Widminner Fabrikbesitzers. Er hatte dreizehn Geschwister. Koralus war von Geburt an gehörlos. Er besuchte die Gehörlosenschulen in Angerburg und Tilsit bis 1910.

Bis 1911 besuchte Koralus die Kunst- und Gewerkschule Königsberg als Schüler von Peter H. Feist, von 1911 bis 1914 die Kunstakademie Königsberg bei Stanislaus Cauer. In den Jahren 1914 bis 1918 studierte er an der Kunstakademie Dresden bei Selmar Werner und Georg Wrba, dessen Meisterschüler er wurde.
Außer in bildhauerischer Arbeit vervollkommnete Koralus sich auch in Lithographie und Kupferstich. Ab 1926 war er freischaffend tätig, von 1931 bis 1944 in seinem Heimatort Widminnen.
Nach der Flucht aus Ostpreußen fand Koralus eine neue Heimat in Häverstädt bei Minden, wo er sich wieder ein eigenes Atelier einrichten konnte. Seinen Lebensabend verbrachte er gemeinsam mit seiner Frau Erika, ohne die sein künstlerisches Schaffen nicht möglich gewesen wäre, im Albert-Nisius-Heim in Minden.
Paul Koralus starb mit 99 Jahren. Er fand seine letzte Ruhe neben seiner Ehefrau auf dem Friedhof in Häverstädt, wo eine seiner Plastiken am Giebel der Friedhofskapelle zu sehen ist.

## Werke

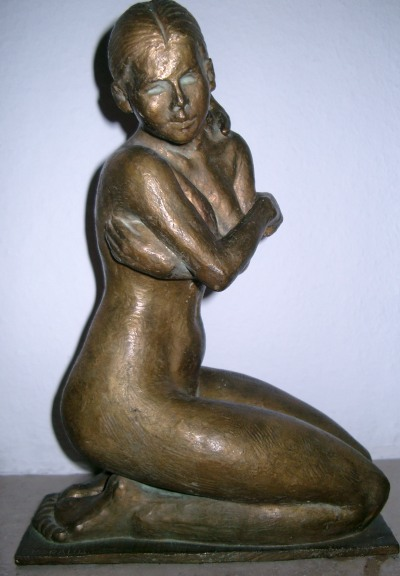
Plastik des Bildhauers Paul Koralus

Ein Großteil seiner Arbeiten bis 1944 fand sich in Kirchen und Schulen Ostpreußens, u. a. in Widminnen, Milken, Neuhoff, Angerapp, Lyck, Sensburg, Gumbinnen und Schloßberg. Themen seiner Arbeiten waren oft religiöse und historische Darstellungen, aber auch der Zauber seiner ostpreußischen Heimat.
Einige Arbeiten befinden sich im Archiv und Museum der Kreisgemeinschaft Lötzen in Neumünster sowie in Privatbesitz.